# Arlington (Alabama)
Arlington ist ein gemeindefreies Gebiet im Wilcox County im Bundesstaat Alabama in den Vereinigten Staaten.

## Geographie
Arlington liegt im Südwesten Alabamas im Süden der Vereinigten Staaten.
Nahegelegene Orte sind unter anderem Anne Manie (ein Kilometer östlich), Kimbrough (zwei Kilometer südlich), Moores Valley (vier Kilometer westlich) und Pine Hill (fünf Kilometer südlich). Die nächste größere Stadt ist mit 205.000 Einwohnern die etwa 110 Kilometer nordöstlich entfernt gelegene Hauptstadt Alabamas, Montgomery.

## Geschichte
Arlington war ursprünglich auch unter dem Namen Dumas Store bekannt.

## Verkehr
Arlington liegt nahe der Alabama State Route 5, die über 318 Kilometer von Natural Bridge im Norden bis nach Thomasville nahe Anne Manie verläuft. Sie stellt auch den Anschluss zum U.S. Highway 80 im Norden sowie dem U.S. Highway 43 im Süden her.